# Franz Sawicki
Franz Sawicki (* 13. Juli 1877 in Gardschau, bei Schöneck, Provinz Preußen; † 8. Oktober 1952 in Pelplin, Polen) war deutsch-polnischer Theologieprofessor, dessen Erhebung zum Bischof von Danzig 1938 von den Nationalsozialisten vereitelt wurde.

## Ausbildung und Werdegang
Sawicki, Sohn eines Lehrers, wurde nach dem Studium der Theologie im damals zu Preußen gehörenden Bistum Kulm zum Priester geweiht. Anschließend studierte er in Freiburg im Breisgau weiter Theologie und Philosophie und wurde aktives Mitglied der katholischen Studentenverbindung Brisgovia im KV. Kurz nach seiner Promotion in Theologie in Freiburg wurde er als Professor an das Priesterseminar in Pelplin berufen.
Sawicki verfasste zahlreiche Schriften, die sich bei den deutschen Katholiken bis zum Ersten Weltkrieg großer Beliebtheit erfreuten, die von ihm angestrebte Berufung an eine deutsche Universität kam jedoch nicht zustande.
Entscheidung in der Heimat zu bleiben
Wie fast ganz Westpreußen fiel Pelplin 1920 durch den Vertrag von Versailles an Polen. Sawickis Muttersprache war Deutsch, polnisch hatte er erst auf der Schule gelernt. Westpreußen durften nur in ihrer Heimat bleiben, wenn sie für Polen optierten. Sawicki entschied sich, in Pelplin zu bleiben. Er wurde dann dort Domkapitular, Dompropst und Päpstlicher Hausprälat. Die Katholische Universität Lublin ernannte ihn zum Ehrendoktor. Als er Professor an der Universität Warschau werden sollte, lehnte er dies „wegen seiner nicht perfekten polnischen Sprachkenntnisse“ ab.
Scheitern als Bischofskandidat
1938 trat der Bischof von Danzig, Graf O’Rourke, von seinem Amt zurück. Papst Pius XI. ernannte daraufhin Sawicki zum neuen Bischof von Danzig. Dagegen opponierten vehement die Nationalsozialisten, die auch im Freistaat Danzig an der Macht waren, weil der Bischofssitz Danzig nicht von einem polnischen Staatsangehörigen besetzt werden sollte. Dabei war Sawicki an sich Deutscher und hatte sich immer aus den Volkstumskämpfen herausgehalten.
Der Heilige Stuhl gab nach. Sawicki gab seine Ernennungsurkunde zurück. Aufgrund des Vorschlags des Apostolischen Nuntius Filippo Cortesi in Warschau wurde Carl Maria Splett dann der neue Bischof von Danzig.
Weiteres Leben
Nach dem Überfall Deutschlands auf Polen wurden von der Gestapo am 20. Oktober 1939 in Pelplin das gesamte Domkapitel und sonstige Kleriker ermordet. Sawicki blieb jedoch verschont, weil er kurz vorher zum Schein von einem deutschen Heeres-Archivar verhaftet und in ein Kloster gebracht worden war.
Sawicki starb am 8. Oktober 1952 in seiner Heimatstadt Pelplin.

## Schriften (Auswahl)
- Wert und Würde der Persönlichkeit im Christentum (1906)
- Katholische Kirche und sittliche Persönlichkeit. (1907)
- Der Sinn des Lebens. (1913)
- Die katholische Frömmigkeit. (1921)
- Die Wahrheit der Christentums. (8. Auflage 1924)